# Tamás Vásáry
Tamás Vásáry (Debrecen, 11 de agosto de 1933) es un pianista y director de orquesta suizo de origen húngaro.

## Infancia y juventud
Con ocho años hizo su primera interpretación pública. Estudió con Ernő Dohnányi y con Józef Gát en la Academia de música Franz Liszt de Budapest, y más tarde fue asistente en la misma Academia del compositor Zoltán Kodály, que apreciaba mucho el talento de Vásáry y le regaló un piano Steinway.

## Carrera musical
Vásáry ganó el Concurso Franz Liszt de piano de Budapest en 1947. Abandonó Hungría en 1956 y se instaló en Suiza. En 1960 y 1961 tocó en las más importantes ciudades de Europa Occidental.

## Dirección orquestal
Ha sido director de la Northern Sinfonía y director titular de la Bournemouth Sinfonietta, así como director invitado de las más importantes orquestas británicas.

## Repertorio y grabaciones
Especialista en el repertorio romántico, especialmente en Franz Liszt y Frédéric Chopin, ha grabado sus obras para la discográfica Deutsche Grammophon. Como director de orquesta ha grabado también, con reconocimiento crítico, las sinfonías de Johannes Brahms.
- Datos: Q961302
- Multimedia: Tamás Vásáry / Q961302